# HalfNoise
HalfNoise é uma banda indie formada em Nashville, Tennessee em 2010.

## História
Dias após a saída de Zac Farro do Paramore em 18 de dezembro de 2010, Zac junto com Jason Clark formaram a banda, inicialmente chamada Tunnel. A dupla então mudou o nome para HalfNoise devido a outras bandas com o mesmo nome. Atualmente a banda é formada por Zac Farro (vocalista e multi-instrumentista), Joey Howard (baixo), Joey Mullen (bateria), Daniel Kadawatha (guitarra), Gavin McDonald (percussão) e Logan Mackenzie (guitarra).
A banda deu início ao seus trabalhos em 2010, liberando demos na internet.
Em 14 de junho de 2012, o videoclipe da música Free de House, do EP auto-intitulado, foi lançado.
Em 2 de outubro de 2012, o EP HalfNoise foi lançado.
Em 30 de setembro de 2014, Volcano Crowe, primeiro álbum da banda foi lançado.
Ainda em 2014 dois videoclipes foram lançados, das músicas Mountain e Hurricane Love.
Em 2015, a banda saiu em uma pequena turnê nos Estados Unidos.
Em 9 de setembro de 2016, Sudden Feeling, o segundo álbum da banda, foi lançado na Congrats Records.
Ainda em 2016, foram lançados três videoclipes, das músicas Know The Feeling, Telephone e Sudden Feeling. Além disso, a banda entrou em turnê com a banda Paper Route no dia 28 de outubro.
Em 2017, a banda fez uma pequena turnê pelo Reino Unido no mês de janeiro.
Posteriormente, no dia 16 de fevereiro, a banda lançou o single French Class e anunciou o lançamento do The Velvet Face EP, que ocorreu no dia 24 de março de 2017. O EP contou com uma participação especial de Hayley Williams, vocalista da banda Paramore, na faixa "As U Wave".
No dia 6 de março de 2017, French Class ganhou um videoclipe.

## Discografia
- Demos: Don't Lie To Me, Erase me, Hide Your Eyes (2010)
- HalfNoise; EP (2012)
- Volcano Crowe; álbum (2014)
- Inside; demo (2015)
- Sudden Feeling; álbum (2016)
- The Velvet Face; EP (2017)
- Flowerss; EP (2018)
- Natural Disguise; álbum (2019)
- Motif; álbum (2021)

## Integrantes
- Zac Farro - multi-instrumentista (2010-presente)
- Joey Howard - baixo
- Daniel Kadawatha - guitarra
- Joey Mullen - bateria
- Gavin McDonald - percussão
- Logan Mackenzie - guitarra e synth

### Ex-integrantes
- Jason Clark - guitarra (2010-2012)